# Predrag Jurić
Predrag Jurić (Čitluk, 5 de noviembre de 1961) es un futbolista bosnio-yugoslavo, que ocupa la posición de delantero. Militó en varios equipos de la antigua Yugoslavia. Cuando estalla el Conflicto de los Balcanes, se marcha a la Liga Española, donde milita en varios equipos hasta 1995, cuando retorna al croata Hrvatski Dragovoljac. Fue dos veces internacional con la Selección de fútbol de Yugoslavia.

## Clubes
| Años      | Club                 | Partidos | Goles |
| --------- | -------------------- | -------- | ----- |
| 1980–1981 | Velež Mostar         | 3        | 0     |
| 1981–1983 | GOŠK Dubrovnik       | 43       | 17    |
| 1984–1985 | Dinamo Zagreb        | 38       | 2     |
| 1985–1989 | Velež Mostar         | 61       | 22    |
| 1989–1992 | Real Burgos          | 42       | 8     |
| 1992–1994 | CA Marbella          | 67       | 12    |
| 1994–1995 | CP Mérida            | 23       | 3     |
| 1995–2001 | Hrvatski Dragovoljac | 130      | 17    |
| 2020–Act  | NK Zagora Unešić     |          |       |